# Bibliotecă mobilă
O bibliotecă mobilă este o bibliotecă care este proiectată să gliseze și este de obicei folosită pentru a ascunde intrarea într-o cameră sau într-un spațiu secret. Bibliotecile mobile au fost utilizate în Statele Unite ale Americii în timpul prohibiției pentru a masca existența unor camere sau spații în care erau depozitate băuturi alcoolice. Ele erau folosite, de asemenea, pentru a ascunde intrările în baruri și restaurante în care se consuma alcool sau marijuana. Oamenii se ascundeau acolo în camere secrete, prin deplasarea unor biblioteci false, pentru a nu fi depistați în timpul raidurilor poliției. Bibliotecile false pot masca, de asemenea, existența unor încăperi de refugiu. Ele sunt concepute să fie trase și împinse, fiind fixate uneori în pereți cu balamale. Mai multe locuri din lume au biblioteci mobile, iar acestea au fost descrise în multe opere de ficțiune.

## Locuri cu biblioteci mobile
Bibliotecile mobile au fost instalate de către proprietarii de case și de constructori. Ele au fost folosite pentru a ascunde existența unor camere unde aveau loc operațiuni secrete sau se ascundeau diferite persoane. În Bradford Leigh, un cătun din Wiltshire, Anglia, poliția a descoperit o cameră secretă în care erau cultivate clandestin 600 de plante de canabis, care avea o intrare mascată printr-o bibliotecă cu balamale.

### Casa Anne Frank

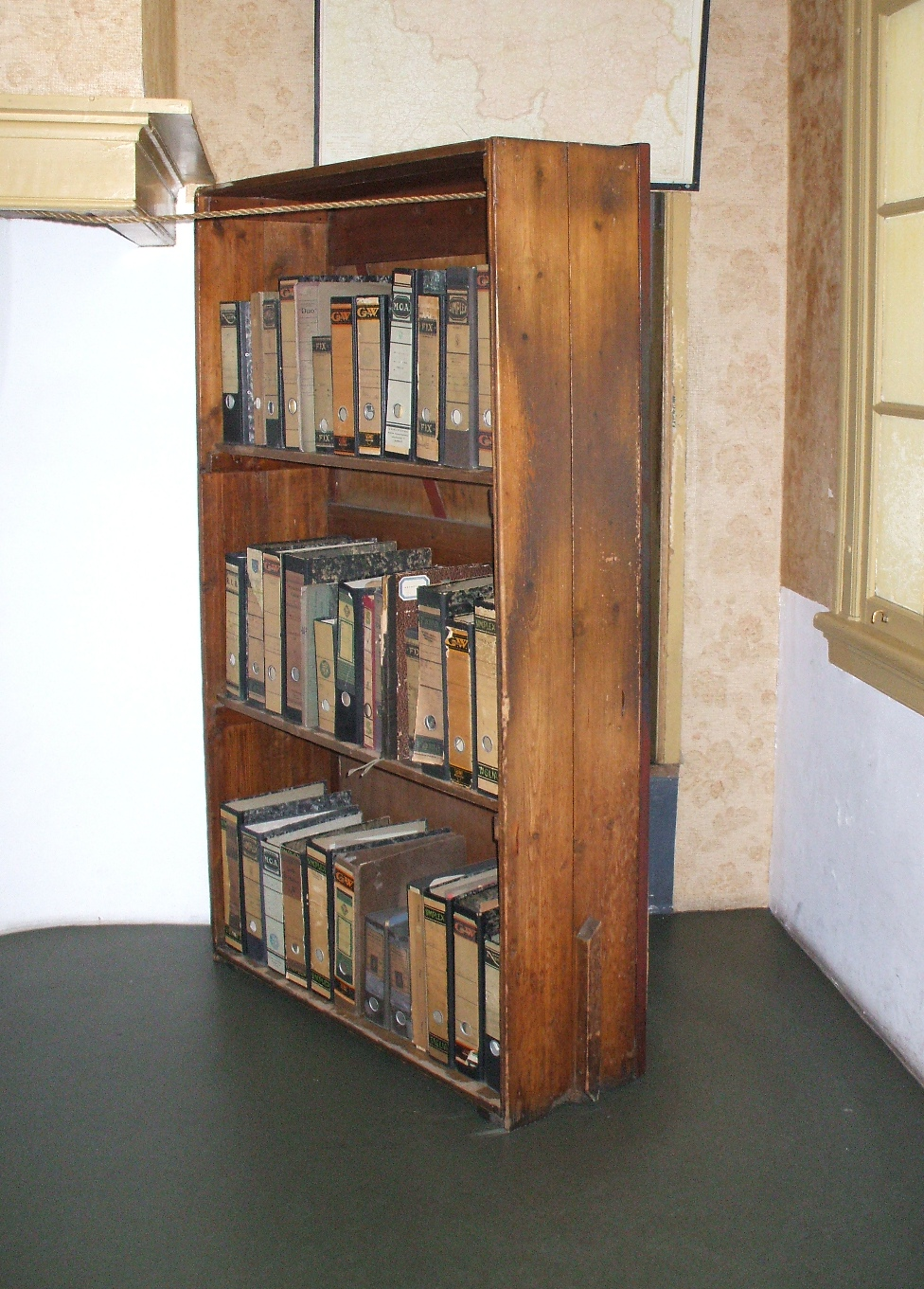
Biblioteca mobilă (reconstruită) care masca intrarea în Anexa Secretă a Casei Anne Frank

În timpul celui de-al Doilea Război Mondial, Anne Frank s-a ascuns de persecuția nazistă, împreună cu familia ei și cu alte patru persoane, în anexa secretă (în neerlandeză Achterhuis) a unei case din secolul al XVII-lea de pe malul canalului Prinsengracht. Intrarea în anexa secretă era mascată printr-o bibliotecă mobilă. Anne Frank nu a supraviețuit războiului, dar jurnalul ei din timpul războiului a fost publicat în 1947.

### Baruri

#### Statele Unite ale Americii

##### California
Speakeasy a fost un teatru și club din cartierul Tenderloin al orașului San Francisco, care a funcționat în perioada ianuarie-martie 2013, care conținea o bibliotecă mobilă pe unde se ajungea la „Club 23”, un bar și un cazinou privat. Club 23 a fost deschis după spectacol și numai câtorva clienți aleși li s-a permis intrarea. Intrările adiționale conțineau doi pereți falși.
Bourbon & Branch este un bar cu o tematică legată de perioada prohibiției din cartierul Tenderloin al orașului San Francisco care are o bibliotecă cu balamale pe unde se ajunge în sala de consumație. Este necesară o parolă pentru a obține intrarea în bar și încă una pentru a obține intrarea în bibliotecă.
Marianne's, un bar în cartierul South of Market din San Francisco, are o bibliotecă mobilă, care duce la un al doilea bar secret numit Marianne.

### Castelul Bredlau
Castelul Bredlau din Lake Elsinore, California are o bibliotecă mobilă care ascundea un spațiu secret folosit pentru a ascunde băuturi alcoolice în timpul prohibiției din Statele Unite ale Americii.

### Hoteluri
Hotelul de lux J. W. Marriott din clădirea Tomorrow Square, situată în districtul Puxi al metropolei chineze Shanghai, are o bibliotecă mobilă la etajul administrativ care ascunde scările către acoperiș.

## În ficțiune
Bibliotecile mobile apar în mai multe opere de ficțiune (cărți, filme, jocuri video), având rolul de a masca existența unor camere secrete, care erau cunoscute de puține persoane.

## În cultura populară
Seria de televiziune Batman a avut o bibliotecă culisantă care a fost activată de un comutator ascuns, amplasat în interiorul unui bust al lui Shakespeare. Când dispozitivul bibliotecii se deschide, batoile pe care actorii le-au propus pentru a merge la Batcave au fost dezvăluite.